# Gary Dourdan
Gary Dourdan (Filadelfia, Pensilvania; 11 de diciembre de 1966) es un actor de cine y televisión estadounidense, conocido por su papel de Warrick Brown en la serie CSI: Crime Scene Investigation.

## Biografía
Dourdan fue descubierto como actor por Debbie Allen, protagonista de la serie Fama. Tras participar en episodios de series televisivas como Un mundo diferente y aparecer en varias películas para televisión, debutó en el cine con Este muerto está muy vivo 2 (1993).
Más tarde participó en películas como The Paper (1994), Alien: resurrección (1997) e Impostor (2001).
Dourdan consiguió fama en la televisión, participando en numerosas series a lo largo de su carrera, como The Office, Swift Justice, Soul Food y CSI: Crime Scene Investigation.

### Detención
El 30 de abril de 2008, Gary Dourdan fue encontrado por la policía mientras dormía en un coche mal estacionado en una urbanización de Palm Springs. El actor aparentaba estar bajo los efectos del alcohol y las drogas. Al ser detenido se le encontró una Biblia, un rosario, un libro titulado Jesús es extraterrestre y medicamentos para los que no tenía receta.
Salió a las pocas horas de la cárcel tras pagar una fianza de cinco mil dólares.
En un correo electrónico enviado a la prensa, el actor alegaba que la droga encontrada junto a él pertenecía a unas personas a las que acompañaba tras una fiesta VIP la noche anterior. Sin embargo, algunos de sus amigos y compañeros de trabajo en la serie CSI declararon a la prensa que la detención no les sorprendía. Uno de sus compañeros en CSI declaró al periódico Chicago Sun Times: «Después de esto, creo que nos esforzaremos por convencer a Gary de que obtenga ayuda antes de que se mate a sí mismo».
Dourdan se declaró culpable de tres cargos de posesión de cocaína y éxtasis el 28 de mayo de 2008. Tuvo que completar un programa de drogas en lugar de los tres años y ocho meses a los que podía haber sido condenado. A pesar del éxito de CSI: Las Vegas, Dourdan dejó la serie en mayo de ese año, al finalizar la octava temporada.
El portavoz de la cadena CBS declaró que la compañía no haría comentarios sobre el arresto del actor, ni si esto afectaría la grabación de los últimos capítulos. El agente del actor no respondió a las llamadas de la prensa.
En noviembre de 2011, fue detenido nuevamente, esta vez por un delito grave después de que presuntamente rompiera la nariz de su novia. Se le sentenció a cinco años de libertad condicional. También se le ordenó asistir a 52 semanas de terapia por violencia doméstica y se le ordenó mantenerse alejado de la víctima durante cinco años. Debido a su historia de problemas de drogas, también se le ordenó someterse a una terapia de limpieza de drogas.
En noviembre de 2012 fue declarado en bancarrota. Declaró tener ingresos mensuales de USD 14 800, pero por sus significativas deudas tenía tan solo un ingreso disponible de USD 320 al mes.